# The Word
The Word is een lied van de Britse popgroep The Beatles. Het lied is geschreven door John Lennon en Paul McCartney en werd in 1965 uitgebracht op het album Rubber Soul. In november 2006 werden samples van het nummer ook gebruikt op het album Love.

## Achtergrond
In hun vroegere nummers zoals From Me To You, She Loves You en I Want to Hold Your Hand schrijven Lennon en McCartney vooral in concrete termen over de liefde, verliefdheid of relaties. The Word is een eerste poging om in meer algemene, abstracte termen over de liefde te schrijven. In feite kan het lied gezien als een ode aan de liefde met zinsneden als "It's so fine, it's sunshine, it's the word, love". Lennon herinnert zich dat de inspiratie voor het nummer ontstond toen hij bedacht dat liefde het antwoord was op de problemen in de wereld. In het lied horen we Lennon als een evangelist die voor een nieuw geloof, de liefde, predikt ("Say the word, love"). Dit thema zou later in het werk van The Beatles en in de solocarrière van Lennon nog vaker terugkomen, bijvoorbeeld in All You Need Is Love.
Hoewel The Word vaak vooral als een compositie van Lennon wordt beschouwd, wordt in Many Years From Now, een biografie over Paul McCartney, beschreven dat Lennon en McCartney het nummer samen componeerden. Lennon en McCartney schreven het lied samen in Lennons huis Kenwood in het Engelse Weybridge. Gewoontegetrouw maakten de schrijvers aan het einde van de schrijfsessie een twee kopieën van de liedtekst. Onder invloed van marihuana werd dit een kleurig psychedelisch manuscript. Een kopie van dit manuscript is te vinden in het boek Notations van de Amerikaanse componist John Cage.

## Opnamen
Op 10 november 1965 waren The Beatles in de Abbey Road Studios in Londen om te werken aan hun nieuwe album, Rubber Soul. Die dag namen The Beatles in drie takes The Word op. Ook producer George Martin speelt mee in het nummer. Hij speelt harmonium.

## Credits
- John Lennon - zang, gitaar
- Paul McCartney - achtergrondzang, basgitaar, piano
- George Harrison - achtergrondzang, gitaar
- Ringo Starr - drums, maraca's
- George Martin - harmonium.